# Beutolomäus und die vierte Elfe
Beutolomäus und die vierte Elfe ist ein deutscher Fernsehfilm der Regisseur Alex Schmidt aus dem Jahr 2021. Es ist der vierte separate Spielfilm der Beutolomäus-Reihe.

## Handlung
Wieder einmal ist Weihnachten. Im ganzen Ort herrscht beschäftigtes Treiben. Auch Beutolomäus ist voller Erwartung, dass es endlich wieder losgeht. Der Weihnachtsmann hat als erstes beschlossen in die Stadt zu gehen, um die Wünsche der Kinder einzusammeln. Beutolomäus würde gern mitkommen, aber er hat den Elfen versprochen ihnen zu helfen. Eine Elfe treibt allerdings in der Stadt ihr Unwesen und neckt die Leute. Selbst der Weihnachtsmann ist vor ihren Streichen nicht sicher und Beutolomäus berichtet am Abend von unzähligen Weihnachtsunfällen, um die sich die Elfen heute kümmern mussten. Schnell steht fest, dass man dies der vierten Elfe Rosalinde zu verdanken hatte. Beutolomäus weiß, dass sie schon als Kind nur Unsinn im Kopf hatte und deshalb von ihren drei Schwestern später verstoßen wurde. Der Weihnachtsmann ist darüber erschrocken und meint, man müsse die vier wieder versöhnen, denn schließlich seien sie Schwestern. Er hat auch schon eine Idee: Er bestellt die drei Elfen-Schwestern ins Weihnachtshaus und schafft es auch Rosalinde dorthin zu zaubern. Nun sitzen alle vier an einem Tisch, aber so richtig einig sind sie sich nicht. Im Gegenteil, sie werfen sich so viele Dinge vor, dass Rosalinde am Ende einen Fluch ausspricht und ihre Schwestern zurück in Kinder verwandelt, sodass sie keine Zauberkräfte mehr haben. Da der Weihnachtsmann in diesem Moment dazu kommt, trifft der Fluch auch ihn. Alle sind entsetzt und Beutolomäus fürchtet um das Weihnachtsfest, wenn der Fluch nicht schnellstens rückgängig gemacht wird. Beutolomäus holt Ruprecht, damit er auf die Elfen-Kinder aufpasst, aber begeistert ist dieser nicht davon, kann er mit Kindern eigentlich gar nicht so recht umgehen. Beutolomäus eilt unterdessen in die Stadt, um Rosalinde zu suchen. Sie kann aber den Wutzauber nicht zurücknehmen und so muss Beutolomäus im Magischen Buch nachsehen, was man eventuell tun kann. Die einzige Möglichkeit den Fluch rückgängig zu machen besteht darin, ihn mittels drei „Zutaten“ noch am selben Tag bis Mitternacht zurückzunehmen. Diese drei Dinge sind: ein Haar der Weisheit, ein Zahn der Zeit und das kostbarste Salz der Welt. Beutolomäus eilt sofort los, um die Zutaten zu besorgen. Das Haar der Weisheit findet er in einem Altersheim bei einer alten Dame. Den Zahn der Weisheit entdeckt Beutolomäus im Naturkundemuseum und Rosalinde besorgt das kostbarste Salz, das aus ihren eigenen Tränen besteht. Dafür muss sie aber auch das kostbarste hergeben, das sie besitzt: ihr Medaillon. Sie hat an diesem Abend bei ihren Beobachtungen entdeckt, wie schön es ist, wenn sich Geschwister wieder versöhnen. Sie hat eingesehen, dass es nichts wertvolleres gibt als Geschwister und ist nun bereit den Fluch zurückzunehmen.
Voller Freude bemerken die Elfen und der Weihnachtsmann, dass sie wieder zurückverwandelt wurden und so haben auch sie ihre Lektion gelernt und festgestellt, wie sehr ihnen ihre Schwester doch fehlt. Sie können sich nun endlich in die Arme nehmen, so wie es sich der Weihnachtsmann gewünscht hatte und auch das Weihnachtsfest ist gerettet.

## Erstausstrahlung
Beutolomäus und die vierte Elfe wurde am 17. Dezember 2021 erstmals bei KiKA ausgestrahlt.

## Kritik
Filmdienst.de stellt ohne große Wertung fest: „Weihnachtsfilm um die beliebte Beutolomäus-Figur.“